# Parks and Recreation
Parks and Recreation – amerykański serial komediowy z rodzaju mockumentalnych, emitowany przez amerykańską stację NBC od 9 kwietnia 2009 roku do 24 lutego 2015 roku. 
Serial opowiada o Leslie Knope (Amy Poehler), optymistycznej wicedyrektorce 
Wydziału Parków i Rekreacji w fikcyjnym miasteczku Pawnee w stanie Indiana, która stara się zmienić swoje otoczenie na lepsze. Ma do pomocy przyjaciół, a zarazem współpracowników.
W rolach epizodycznych pojawiło się wielu aktorów, m.in.: Chelsea Peretti, John Cena, Kristen Bell, John Larroquette, Tatiana Maslany, JC Gonzalez

## Nagrody
Amy Poehler za rolę w tym serialu była nominowana 3 razy do Złotego Globu. W 2014 roku przyznano jej Złoty Glob za najlepszą rolę kobiecą w serialu komediowym (w tym samym roku serial otrzymał także nominację w kategorii „najlepszego serialu komediowego lub musicalu”). 